# Formylméthanofurane:tétrahydrométhanoptérine N-formyltransférase
La formylméthanofurane:tétrahydrométhanoptérine N-formyltransférase est une enzyme, intervenant notamment dans la méthanogenèse, qui catalyse la réaction :
formylméthanofurane + 5,6,7,8-tétrahydrométhanoptérine  {\displaystyle \rightleftharpoons }  méthanofurane + 5-formyl-5,6,7,8-tétrahydrométhanoptérine.
Cette enzyme intervient dans la biosynthèse de l'acide folique. C'est une transférase, plus précisément une acyltransférase, spécialisée dans le transfert des groupes autres que les résidus d'acides aminés.
Cinq structures tertiaires ont été déterminées pour les enzymes de cette nature : PDB 1FTR, 1M5H, 1M5S, 2FHJ et 2FHK.